# Горица (Радовљица)
Горица (словен. Gorica) је насељено место у општини Радовљица, Горењска регија, Словенија.

## Историја
До територијалне реорганизације у Словенији била је у саставу старе општине Радовљица.

## Становништво
У попису становништва из 2011. године, Горица је имала 83 становника.
| Број становника према пописима | Број становника према пописима | Број становника према пописима |
| ------------------------------ | ------------------------------ | ------------------------------ |
| 1991                           | 2002                           | 2011                           |
| 104                            | 91                             | 83                             |